# Stephen R. Covey

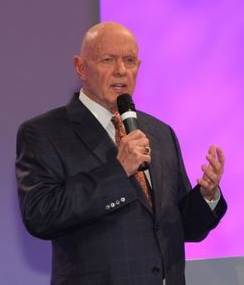
Covey im Juni 2010

Stephen Richards Covey (* 24. Oktober 1932 in Salt Lake City, Utah; † 16. Juli 2012 in Idaho Falls, Idaho) war ein US-amerikanischer Bestseller-Autor von Selbsthilfe-Büchern und religiösen Traktaten und seit 2010 Hochschullehrer an der Jon M. Huntsman School of Business der Utah State University. Sein Buch The Seven Habits of Highly Effective People ist eines der einflussreichsten Bücher über Management-Methoden.

## Leben
Covey erwarb einen Bachelor of Science (BSc) in Betriebswirtschaftslehre an der University of Utah in Salt Lake City, einen Master of Business Administration (MBA) an der Harvard University und einen Doctor of Religious Education (DRE) an der Brigham Young University. Er war Mitglied der Fraternity Pi Kappa Alpha.
Covey war praktizierendes Mitglied der Kirche Jesu Christi der Heiligen der Letzten Tage, für die er zwei Jahre in England missionierte. Mit seiner Frau Sandra wurde er Vater von neun Kindern. 2003 erhielt er den Fatherhood Award der National Fatherhood Initiative.

### Werk
Neben weltlichen Selbsthilfe-Büchern verfasste Covey auch religiöse Traktate. Mormonisches Gedankengut wurde wiederholt als Grundlage auch seiner weltlichen Schriften beschrieben. Covey versicherte allerdings, dass er „niemals Religion oder Politik in seine Bücher oder weltweiten Seminare“ einfließen lasse.

## Veröffentlichungen

### Selbsthilfe-Werke
- The Seven Habits of Highly Effective People (1989) (ISBN 0-671-70863-5, deutsch: Die sieben Wege zur Effektivität, ISBN 3-453-09174-4 oder Die 7 Wege zur Effektivität. Prinzipien für persönlichen und beruflichen Erfolg. Gabal, Offenbach 2005, ISBN 978-3-89749-573-9).
- Principle Centered Leadership (1992) (ISBN 0-671-79280-6, deutsch: Die effektive Führungspersönlichkeit, ISBN 978-3-593-38978-3).
- First Things First, co-authored with Roger and Rebecca Merrill (1994) (ISBN 0-684-80203-1, deutsch: Der Weg zum Wesentlichen, ISBN 978-3593383897).
- The 7 Habits of Highly Effective Families (1997) (ISBN 978-1435120587, deutsch: Die 7 Wege zur Effektivität für Familien, ISBN 978-3-89749-728-3)
- Living the Seven Habits (2000) (ISBN 0-684-85716-2, deutsch: Die 7 Wege zur Effektivität. Workbook: So integrieren Sie die 7 Wege in Ihr Leben, ISBN 978-3869361062).
- The 8th Habit: From Effectiveness to Greatness (2004) (ISBN 0-684-84665-9, deutsch: Der 8. Weg: Mit Effektivität zu wahrer Größe, ISBN 3-89749-574-0).
- The Leader in Me: How Schools and Parents Around the World Are Inspiring Greatness, One Child At a Time (2008) (ISBN 1-4391-0326-7).
- The 3rd Alternative: Solving Life's Most Difficult Problems (2011) (ISBN 978-1451626261, deutsch: Die 3. Alternative: So lösen wir die schwierigsten Probleme des Lebens, ISBN 978-3-86936-428-5)

### Religiöse Werke
- Spiritual Roots of Human Relations (1970) (ISBN 0-87579-705-9).
- The Divine Center (1982) (ISBN 1-59038-404-0).
- 6 Events: The Restoration Model for Solving Life's Problems (2004) (ISBN 1-57345-187-8)

## Auszeichnungen
- Medaille des Thomas More College für Dienst an der Menschheit[5]
- The National Entrepreneur of the Year Lifetime Achievement Award for Entrepreneurial Leadership[5]
- The 1994 International Entrepreneur of the Year Award[5]
- Einer der 25 einflussreichsten Amerikaner 1996 in der Liste des Time Magazine[5]
- Sikh International Man of Peace Award 1998[5]
- 2003 Fatherhood Award from the National Fatherhood Initiative[6]
- 2004 Golden Gavel Award der Toastmasters International[7]
- Corporate Core Values Award der California University of Pennsylvania der Franklin Covey Conference 2006[8]
- Utah Valley Entrepreneurial Forum Hall of Fame[9]
- Maharishi Award der Maharishi University of Management in Fairfield, Iowa